# Piastische Zeit
Als Piastische Zeit bezeichnet man in der Geschichte Polens die Epoche zwischen 966 (der Christianisierung Polens) und 1370, dem Tode des letzten Königs aus der Dynastie der Kujawischen Piasten, Kasimir III.

## Piastische Herrscher Polens
1. Mieszko I., Herzog 960–992
2. Bolesław I. der Tapfere, Herzog 992–1025, König 1025
3. Mieszko II. Lambert, König 1025–1031, Herzog 1032–1034
4. Kasimir I. der Erneuerer, Herzog 1034–1058
5. Bolesław II. der Kühne, Herzog 1058–1079, König 1076–1079
6. Władysław I. Herman, Senior von Polen, Herzog von Masowien 1079–1102
7. Zbigniew, Herzog 1102–1107
8. Bolesław III. Schiefmund, 1102–1138
9. Władysław II. der Vertriebene, Herzog 1138–1146 SL
10. Bolesław IV. der Kraushaarige, Herzog 1146–1173
11. Mieszko III. der Alte, Herzog 1173–1177, 1198–1202 GL
12. Kasimir II. der Gerechte, Herzog 1177–1194 JL
13. Leszek I. der Weiße, Herzog 1194–1198, 1206–1210, 1211–1227 JL
14. Władysław III. Dünnbein, Herzog 1202–1206, 1228–1229 GL
15. Mieszko I. Kreuzbein, Herzog 1210–1211 SL
16. Konrad I. von Masowien, Herzog 1229–1232, 1241–1243 JL
17. Heinrich I. der Bärtige, Herzog 1232–1238 SL
18. Heinrich II. der Fromme, Herzog 1238–1241 SL
19. Bolesław V. der Schamhafte, Herzog 1243–1279 JL
20. Leszek II. der Schwarze, Herzog 1279–1288 JL
21. Heinrich IV. Probus, Herzog 1288–1290 SL
22. Przemysł II. (I.), Herzog 1290–1295, König 1295–1296 GL
23. Wenzel II., 1300–1305 König von Böhmen und Polen (GL)*
24. Wenzel III., 1305–1306 König von Böhmen und Polen (GL)*
25. Władysław IV. (I.) Ellenlang, Herzog 1306–1320, König 1320–1333 JL
26. Kasimir III. (I.) der Große, König 1333–1370 JL

* Aus der böhmischen Dynastie der Přemysliden, mit den Piasten auf der Spindelseite verwandt. Wenzel II. heiratete eine Tochter von König Przemysł II.
GL – großpolnische Linie (Großpolen in Posen, Kalisz und Gnesen), Nachkommen Mieszkos III. des Alten.

JL – jüngste Linie (Masowien, Kujawien, Kleinpolen, Sieradz und Łęczyca), Nachkommen Kasimirs II. des Gerechten.

SL – älteste Linie (Schlesien), Nachkommen Władysławs II. des Vertriebenen.